# Júliai-Alpok

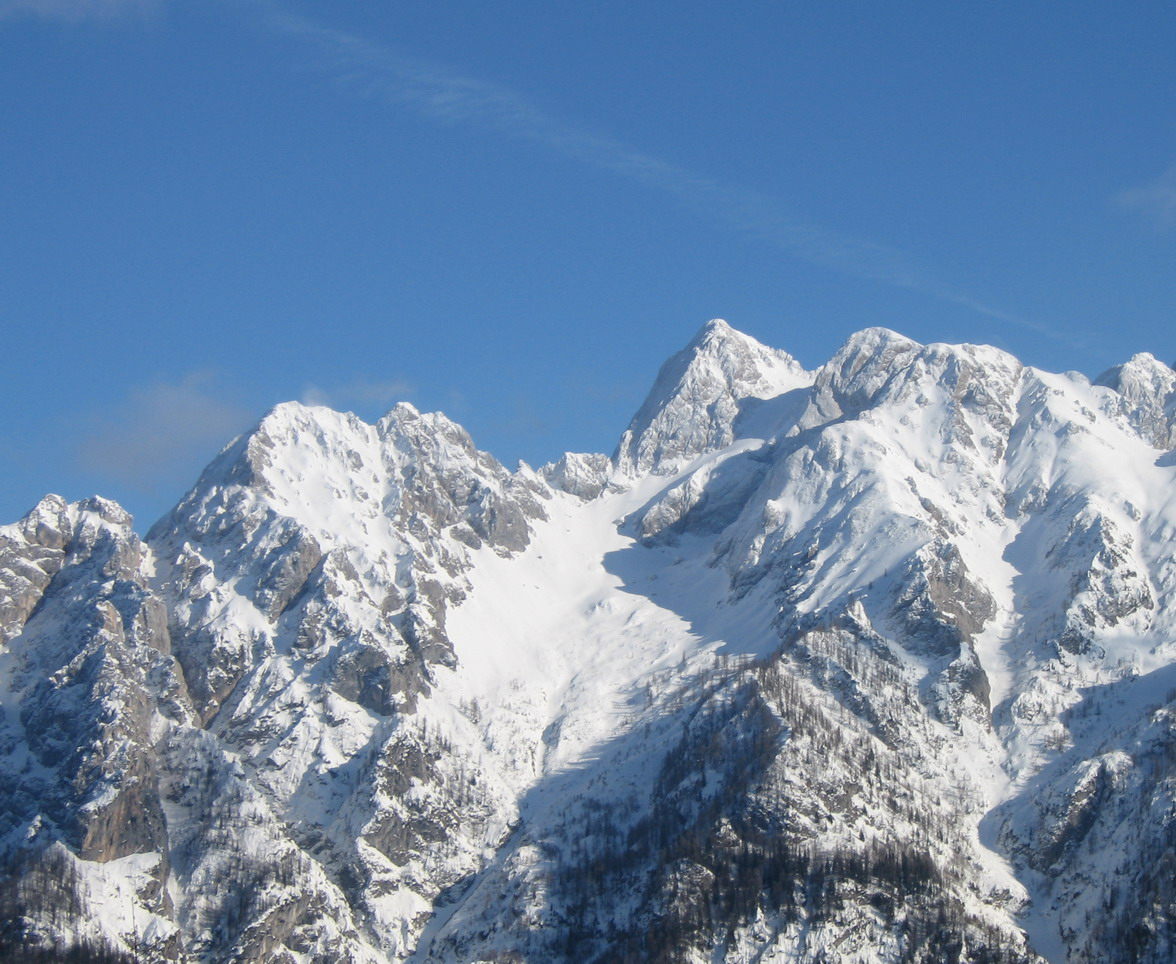
A Špik csúcs

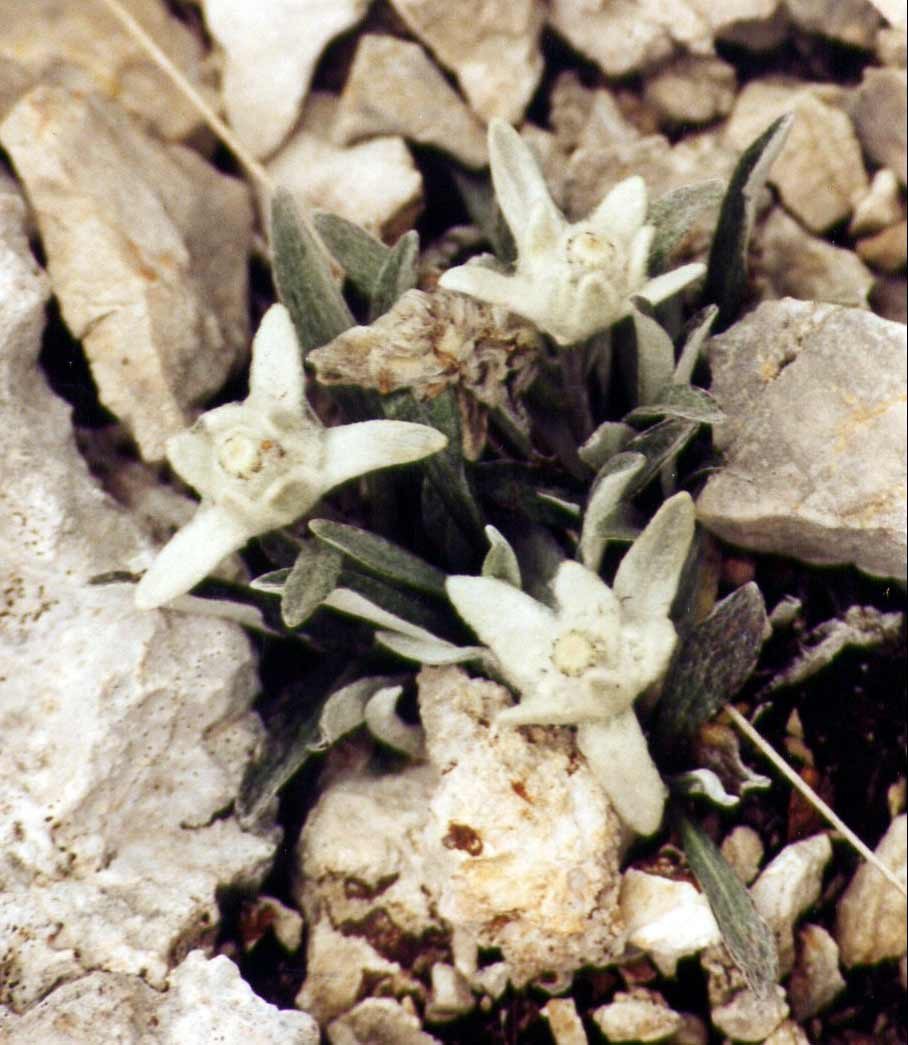
Havasi gyopár, Júliai-Alpok, Szlovénia

A Júliai-Alpok (szlovénül Julijske Alpe; olaszul Alpi Giulie; németül Julische Alpen) hegyvonulat Olaszországban és Szlovéniában. A hegység elnevezése a latin Carsia Iulia („Julius-féle karsztvidék”) tájegységre utal, amely a nevét Julius Caesar-ról kapta (az általa építtetett közeli Forum Iulii város és Via Iulia Augusta út emlékére).
Jelentősebb csúcsai:
- Triglav/Tricorno 2864 m
- Jôf del Montasio/Montaž/Montasch; 2755 m
- Škrlatica 2740 m
- Mangart 2679 m
- Jôf Fuart/ Viš 2,666 m
- Jalovec 2645 m
- Razor 2601 m
- Kanin 2582 m
- Kanjavec 2568 m
- Prisojnik 2546 m
- Prestreljenik 2500 m
- Špik 2472 m
- Tošc 2275 m
- Krn 2244 m

A Vršič (1611 m t.f.) a Júliai-Alpok és Szlovénia legmagasabban fekvő hágója.
Ismertebb üdülőhelyei:
- Bled
- Bohinj
- Kranjska Gora
- Rateče
- Tarvisio

A Júliai-Alpokban ered többek között a Száva és az Isonzó.

## Külső hivatkozások
- Júliai Alpok - Hribi.net
- Júliai Alpok - Utazni.info

1. ↑  „Юлийские Альпы” (orosz nyelven). Small Brockhaus and Efron Encyclopedic Dictionary. Second Edition. Volume 2, 1909.
2. ↑  „Юлийские Альпы” (orosz nyelven). Small Soviet Encyclopedia.